# Bathyaulax fortisulcatus
Bathyaulax fortisulcatus är en stekelart som först beskrevs av Embrik Strand 1912.  Bathyaulax fortisulcatus ingår i släktet Bathyaulax och familjen bracksteklar. Inga underarter finns listade.